# Antifaschistisches Pressearchiv und Bildungszentrum Berlin
Das Antifaschistische Pressearchiv und Bildungszentrum Berlin e. V. (apabiz) ist eine Initiative gegen Rechtsextremismus mit Sitz in Berlin. Das angegliederte Archiv sammelt Informationen aus dem Bereich des Rechtsextremismus. Es ist Mitglied im Antifa-Net. International Antifascist Network for Research and Action.

## Organisation und Zielstellung
Der aus einer 1985 in Berlin entstandenen gleichnamigen Initiative hervorgegangene Verein wurde 1991 gegründet. Er hat sich zur Aufgabe gemacht, systematisch Publikationen der extremen Rechten und Informationen über Vorfälle, die mit der extremen Rechten in Zusammenhang stehen, zu sichten, zu sammeln und zu archivieren. Ergebnisse solcher Analysen werden in Veranstaltungen und Seminaren präsentiert. Zudem wird Zuarbeit für wissenschaftlich und journalistisch Tätige geleistet. Des Weiteren ist der Verein in der Bildungs- und Aufklärungsarbeit aktiv und erstellt Expertisen.
Der Verein erfährt im Rahmen des Berliner Landesprogrammes gegen Rechtsextremismus eine Förderung durch die Beauftragte für Integration und Migration des Berliner Senats. Die Arbeit wird ehrenamtlich geleistet.

## Archiv
Das Archiv verfügt über eine Vielzahl von Publikationen wie Bücher oder Zeitschriften aus dem rechten und rechtsextremen Spektrum in erster Linie in Deutschland, darüber hinaus aber auch aus anderen Ländern.
Um dem Schwerpunkt Musik- und Jugendkulturen von rechts gerecht werden zu können, werden auch Musikveröffentlichungen auf CD, Video etc. archiviert. Der Bestand beträgt derzeit über 600 CDs mit Musik aus dem In- und Ausland, vor allem aus den Bereichen deutscher Rechtsrock und Liedermacher, aber auch Veröffentlichungen aus dem Black-Metal- oder Dark-Wave-Bereich sowie Militärmusik aus dem Nationalsozialismus.
Gesammelt wird grundsätzlich all das, was die extreme Rechte produziert: Vom Aufkleber über Flugblätter und Plakate, Broschüren, offene und interne Briefe, Rundschreiben und Programme bis hin zu Internet-Seiten. Diese Sammlung geht zurück bis in die 1930er Jahre. Der deutliche Schwerpunkt liegt jedoch auf der Zeit von den 1980er Jahren bis heute. Die enthaltenen Quellen sind in Rubriken unterteilt, in einer Datenbank erfasst und zum Teil qualitativ ausgewertet. Das Archiv ist eines der größten dieser Art in der Bundesrepublik.
Der Archivbestand wächst kontinuierlich an. So wurden beispielsweise in den neunziger Jahren mehrere hundert Bücher aus der Zeit des Nationalsozialismus aus aufgelösten Fremdbeständen der Deutschen Staatsbibliothek der DDR übernommen. 1999 kam das Foto- und Redaktionsarchiv der Deutschen Volkszeitung (DVZ) – die tat hinzu. Außerdem wird die Sammlung des Projekts für interdisziplinäre Faschismus-Forschung an der Freien Universität Berlin verwaltet.
Diese Quellen werden ergänzt durch eine Datenbank, in der Presseveröffentlichungen seit Anfang der 1990er Jahre erfasst sind, eine umfangreiche Präsenzbibliothek sowie antifaschistische Publikationen aus der gesamten Bundesrepublik, Europa und den Vereinigten Staaten.

## Presseauswertung
Ein weiterer Kernbereich der Vereinsarbeit ist die kontinuierliche Auswertung der Tagespresse. Auch wenn die ältesten ausgewerteten Quellen aus den fünfziger Jahren stammen, ist der Beginn der systematischen Auswertung auf das Jahr 1991 zu datieren. Seither werden etwa sieben Tageszeitungen auf Beiträge zum Thema Rechtsextremismus durchgesehen und inhaltlich ausgewertet. Hinzu kommen verschiedene Wochen- und Monats- sowie sonstige Zeitungen und Zeitschriften. Die entsprechenden Artikel werden in einer Datenbank erfasst, inhaltlich verschlagwortet und archiviert. Nach dreizehn Jahren systematischer Presseauswertung kann mit deren Hilfe auf 45.000 Artikel zugegriffen werden, die in mehr als 120 Presseordnern aufbewahrt sind.
Praktische Ergebnisse dieser Presseauswertung sind unter anderem auf der Website zu finden. So werden beispielsweise immer zu Beginn eines Jahres Chronologien zu rechtsextremen Übergriffen und weiteren Vorkommnissen veröffentlicht.
In Zusammenarbeit mit dem Onlinemagazin Hagalil werden Chronologien antisemitischer Vorfälle seit dem Jahr 1992 zusammengestellt.

### Frühste Erwähnung des NSU
Bei Recherchen stießen Apabiz-Mitarbeiter auf eine Publikation, in der bereits 2002 auf den Nationalsozialistischen Untergrund hingewiesen wurde. In der Ausgabe Nr. 18 des Neonazi-Fanzines Der Weiße Wolf, mit vielen Lesern aus der rechten Szene Mecklenburg-Vorpommerns und Brandenburgs findet sich unter dem Vorwort ein fett gedruckter, kryptischer Gruß: „Vielen Dank an den NSU, es hat Früchte getragen“, gefolgt von einem Zwinkersmiley und der RAF-inspirierten Parole: „Der Kampf geht weiter...“

## Bildungsprogramm
Der Verein bietet ein breites Bildungsprogramm mit Vorträgen, Workshops oder Seminaren an, die sowohl als Abendveranstaltungen oder als Tages- oder Wochenendseminar gehalten werden können. Außerdem werden spezielle Gruppenseminare, Workshops in Schulen, Vortragsreihen oder Wochenseminare durchgeführt. Das Veranstaltungsverzeichnis umfasst Vorträge und Seminare aus den Bereichen Judentum und Antisemitismus, Frauen und Mädchen im Rechtsextremismus, Neofaschismus, Neue Rechte, Burschenschaften, Esoterik und Heidentum, rechtsextreme Publizistik, Internet, Vertriebenenverbände, Jugendsubkulturen, Rassismus sowie Praxistipps.

## Veröffentlichungen
Seit 2001 erscheint alle zwei Monate der Rundbrief des apabiz e. V. Monitor, bei dem auf jeweils acht Seiten über rechte Aktivitäten und Neuigkeiten aus dem Archiv berichtet wird. Die älteren Ausgaben des Monitors werden auf der Website zum Download angeboten, ebenso die Pressemitteilungen des Vereins.
Mitarbeiter waren und sind an zahlreichen Büchern, Broschüren und anderen Publikationen als Herausgeber oder Autoren beteiligt, die zum großen Teil ebenfalls über den Verein bezogen werden können.
Zum Beispiel:
- Agentur für soziale Perspektiven – ASP e. V.: Versteckspiel: Lifestyle, Symbole und Codes von neonazistischen und extrem rechten Gruppen. (PDF)
- apabiz, ADNB des TBB, MBR, Netzwerkstelle Moskito, ReachOut (Hg.) 2006: Berliner Zustände 2006. Ein Schattenbericht über Rechtsextremismus, Rassismus und Diskriminierung (PDF; 1,12 MB)
- MBR, Netzwerkstelle (moskito), licht-blicke und apabiz (2006): Wir haben die Wahl! Empfehlungen zum Umgang mit rechtsextremen Organisationen im Wahlkampf (PDF; 401 kB)
- apabiz, turnitdown.de und AIB: „Kein Bock auf Nazis“. Kostenlose SchülerInnen-Zeitung. (PDF; 946 kB)
- apabiz: Das Internetforum der „Freien Kameradschaften Rhein Neckar“. Erste Einschätzung des apabiz (PDF; 180 kB)
- Schule ohne Rassismus – Schule mit Courage (Hrsg.). Berlin 2005: Themenheft: Rechte Musik und Symbolik. Rechtsextremismus und Musik.
- apabiz 2005: Burschenschaften und Studentenverbindungen. In: AStA der Uni Hannover (Hrsg.): Eliten und Untertanen. Studentische Verbindungen in Hannover und anderswo. Hannover 2005, S. 14–21 (PDF; 1,9 MB).
- 8. Mai 2005 – Erinnern, Gedenken, Politisch Handeln. Eine Arbeitshilfe zum 8. Mai IG Metall FB Gesellschaftspolitik, DGB Bundesvorstand Grundsatzabteilung (Hrsg.) Redaktion: apabiz. Frankfurt am Main 2005.
- IG Metall gegen Nazis! Flugblatt der IG Metall gegen soziale Demagogie von Rechts. Redaktion: apabiz. Frankfurt am Main, Januar 2005 (PDF; 186 kB).
- Fuck Rassismus! Unsere Toleranz hat Grenzen. ver.di-Jugend (Hrsg.) Mitarbeit: apabiz. Berlin, Dezember 2004
- Jugendarbeit findet woanders statt – Die NPD und ihre Jugendorganisation JN. argumente e. V. In: Kommission Neofaschismus der VVN-BdA (Hg.): Auf dem Weg nach Rechts. Jugend im Umfeld von Neofaschismus und Konservatismus. Berlin, Februar 2003, S. 5–10.
- Michael Weiss: Abschied aus der Subkultur. In: argumente (Hrsg.): Spezialitäten aus Mittelfranken. Ein Überblick über rechte und rechtsextreme Strukturen. Berlin 2003, S. 60–61.
- Weiss u. a. In: Christian Dornbusch, Jan Raabe (Hrsg.): RechtsRock. Bestandsaufnahme und Gegenstrategien. ISBN 3-89771-808-1
- Thomas Naumann/Patrick Schwarz: Von der CD zur „Lichtscheibe“. Das Kulturmagazin Sigill. In: Andreas Speit (Hrsg.): Ästhetische Mobilmachung. Dark Wave, Neofolk und Industrial im Spannungsfeld rechter Ideologien. ISBN 3-89771-804-9
- Ulli Jentsch: Entwicklung der extremen Rechten in den Neunziger Jahren. In: Petra Pau / Dominic Heilig (Hrsg.): Internationale Berliner Konferenz für eine tolerante Gesellschaft – gegen Rechtsextremismus und Rassismus.
- Michael Bauernschmidt, Susanne Brandt, Ulli Jentsch, Kurt Ohrowski: Lexikon – Deutschland rechtsaußen. In: Jens Mecklenburg (Hrsg.): Handbuch Deutscher Rechtsextremismus. Elefanten Press Verlag. Berlin.
- Die Berlin Brandenburger Zeitung (BBZ). Von der Legalität neofaschistischer Propaganda.

Die Publikation von Michael Weiss Das Versteckspiel – Lifestyle, Symbole und Codes rechtsextremer Gruppen wurde 2009 mit dem Alternativen Medienpreis ausgezeichnet, die Veröffentlichung von Annika Eckel und  Uli Jentsch Schattenbericht erhielt 2011 den Alternativen Medienpreis in der Sparte Print.

## Weitere Tätigkeiten
Darüber hinaus initiiert und betreibt der Verein weitere Projekte wie die Initiative Turn it down! und versucht, auch andere Initiativen gegen Rassismus, Antisemitismus und Neofaschismus zu fördern und zu vernetzen. Das apabiz ist Mitglied im Verein „Argumente – Netzwerk antirassistischer Bildung e. V.“ einem bundesweiten Netzwerk von antirassistischen/antifaschistischen Initiativen und arbeitet eng mit anderen antifaschistischen Jugendgruppen, Bildungsträgern, Gewerkschaften und kulturellen Projekten zusammen.

## Finanzierung
Die laufenden Kosten werden hauptsächlich durch Spenden und Fördermitgliedschaften gedeckt. Des Weiteren wurde das apabiz im Rahmen des Berliner Landesprogrammes gegen Rechtsextremismus durch den ehemaligen Beauftragten für Integration und Migration gefördert. 24.300 Euro kamen 2015 von europäischen Teilen des Netzwerks der Open Society Foundations.

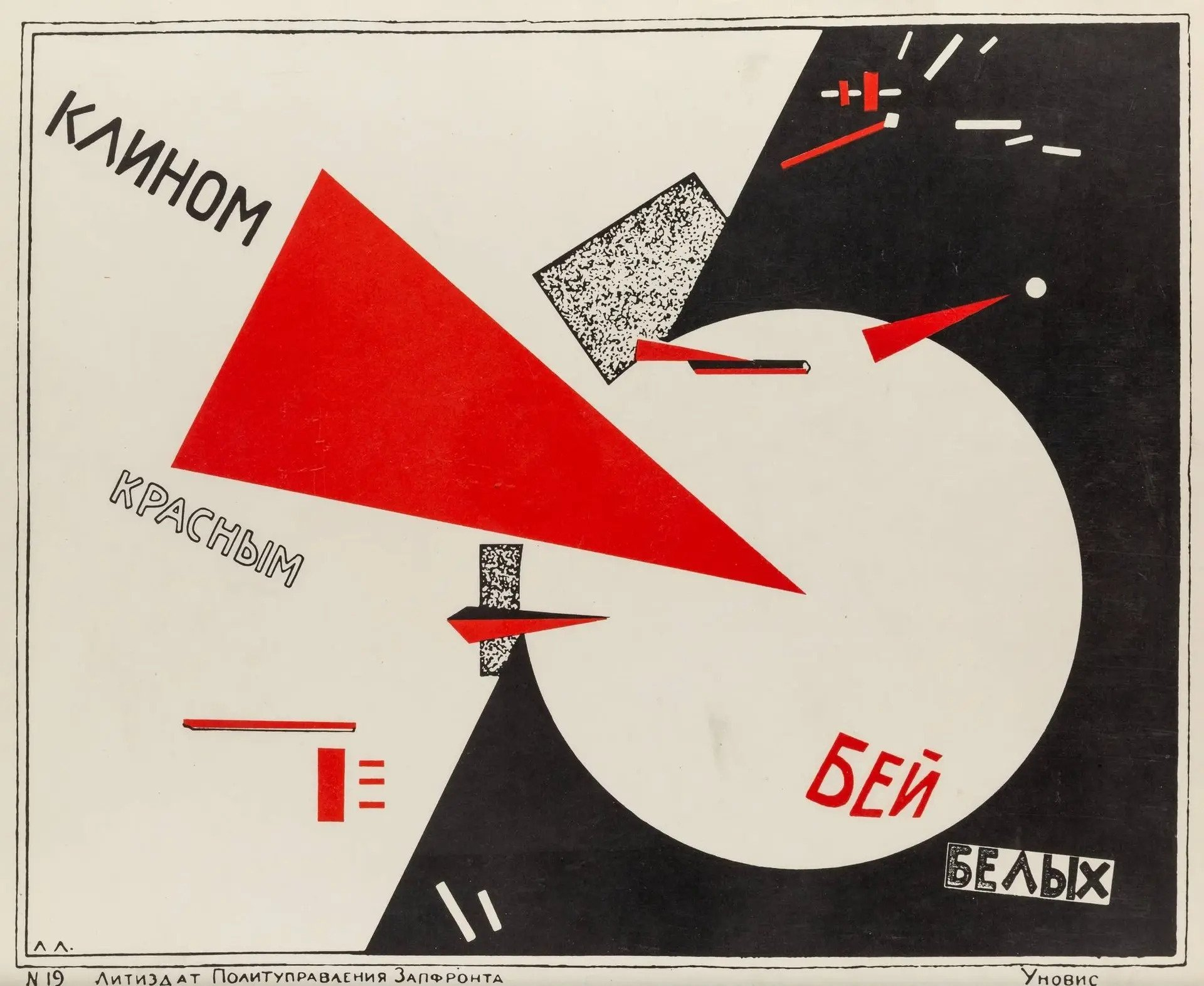
„Mit dem roten Keil schlage die Weißen“ von El Lissitzky

## Trivia
Das Logo des apabiz ist dem konstruktivistischen Gemälde „Schlagt die Weißen mit dem roten Keil“ (1919/1920) von El Lissitzky nachempfunden.